# .info
.info és un domini de primer nivell genèric d'Internet que forma part del sistema de dominis d'Internet i està previst per a les pàgines web informatives, encara que el seu ús no està restringit. Va ser part de l'anunci de l'ICANN el 2000, amb el qual es van llançar set nous dominis de nivell superior (gTLD). Els set nous gTLDs, seleccionats d'entre més de 180 propostes, van ser creats per treure pressió al molt saturat domini .com.